# Kaftársav
A kaftársav vagy kaffeoil-borkősav egy növényi eredetű hidroxifahéjsav-származék, a kávésav borkősavval alkotott észtere. A bortermő szőlő (Vitis vinifera L., Vitaceae) és más szőlőfajok bogyóhúsának (a hús sejtnedveinek) legjelentősebb fenolos összetevője. Rokon vegyületei, a kumaroil-borkősav (kutársav) és a feruloil-borkősav (fertársav) kísérik. A fehér szőlőlék és fehérborok oxidációs folyamataiban, színének alakulásában fontos szerepet játszik.
A Vitis fajok mellett megtalálható[pontosabban?], és gyógyászati jelentőséggel bír az őszirózsafélék (Asteraceae) egyes fajaiban, mint a bíbor kasvirág. Képződik egy földimogyorófaj, az Arachis glabrata (Fabaceae) takarmányként használatos leveleiben is. Ennek abban van jelentősége, hogy kávésavésztereket is tartalmazó takarmány nitrogéntartalma kérődzők szervezetében jobban hasznosulhat.

## Tulajdonságai
A kaftársav kristályos szilárd halmazállapotú anyag, színtelen vagy halvány sárgás. Vízoldható, oldhatóságára számított érték elérhető, ez 0,82 mg/ml. Más hidroxifahéjsav-tartarát származékokhoz hasonlóan, polifenol-oxidáz oxigén jelenlétében könnyen bontja. A természetben cisz-és transz-izomere is előfordul.

## Jelenléte a bortermő szőlő fajtáiban és más szőlőfajokban
A kaftársav és más hidroxifahéjsav-észterek termelődése a szőlőben a bogyó kialakulásakor már megkezdődik, ellentétben a flavonolok (pl. kvercetin) és antociánok felhalmozódásával, ami az érés során megy végbe. A polifenolok termelődését általában befolyásoló környezeti tényezők közül ezért a fürtöket érő megvilágítás erősségének növelése (levelek eltávolítása) a kaftársav termelődésére nem mutat szignifikáns hatást, ha azt a bogyók színeződésének megkezdődése (véraison) után alkalmazzák. Viszont a bogyók kialakulásának szakaszában alkalmazva, növeli azt. A szőlőbogyó és –lé natív kaftársavtartalma vizsgálatának nehézsége, hogy a célvegyület könnyen bomlik.
A kaftársavtartalom szén-dioxid atmoszférában végzett préselés után, szulfittal és aszkorbinsavval kezelt lémintákon  széles határok közt változik. Bortermő szőlőnél ez erősen fajtafüggő.  Fehér szőlőből (17 fajta bevonásával) 16-295 mg/l, míg vörös fajtáknál (20 különböző) ennél magasabb, 61-430 mg/l közötti mennyiségek fordulnak elő. Valamennyi fajtánál a kaftársav transz izomere volt domináns. Mind a fehér, mind a vörös fajták között a csemegeszőlők (pl. Thompson Seedless, Perlette, Ruby Seedless) alacsonyabb kaftársavtartalmúaknak bizonyultak, mint a borszőlők. Kaftársav a bortermő szőlő nyers termése mellett a mazsolában is található. Mennyisége a szárítás technikájától függ: napon szárított mazsolában nagy része barnulás mellett lebomlik, ez 15-20 másodperces forróvizes kezelést követő forrólevegős gyorsszárítással, illetve, kén-dioxidos kezeléssel megelőzhető. 
Az egyéb szőlőfajok kaftársavtartalma is széles határok között változó, esetenként a bortermő szőlő fajtáiénál magasabb lehet. Így pl. Vitis monticola mintából 1155, illetve 1010, V. aestivalis mintából 1337 mg/l-t mutattak ki. 

## Reakciói a mustban és a fehérborban – részvétel a bor színének alakulásában
A kaftársav hidrolízisen is áteshet pektináz enzim jelenlétében, ekkor felszabadul belőle a kávésav és a borkősav, azonban sokkal jelentősebb egyes oxidációs folyamatokban való részvétele.
Ilyenfajta reakcióinak sorában az első lépés a polifenol-oxidáz általi bontás kaftársav-orto-kinonra és vízre.  Ez oxigén jelenlétében gyorsan végbemegy: modelloldatban 5 perc inkubáció után a kezdeti kaftársav-mennyiség 75%-át orto-kinon formában mérték vissza.  A keletkezett orto-kinon nukleofil molekulákkal reagálni képes.
Amennyiben a mustban jelen van redukált glutation (GSH), a kaftársav-orto-kinon elsőként ezzel lép reakcióba, 2-glutationil-kaftársavat (grape reaction product, GRP) képezve.
A GRP színtelen - tehát megjelenése nem jelent barnulást - és nem reagál polifenol-oxidázzal. Képződése így abból a szempontból jelenthet előnyt, hogy részben elvonja a kaftársav-orto-kinont más vegyületekkel való, barnuláshoz vezető reakcióktól, illetve a polifenol-oxidázoktól. Az erjesztés előtt így lehet a friss musthoz glutationt vagy más tiolos vegyületet (pl. ciszteint) adni, lassítandó a barnulást. A Botrytis cinereából származó lakkáz enzim azonban, a polifenol-oxidázzal szemben, elreagáltatja GRP-t. Ez 2,5-diglutationil-kaftársavvá (GRP2) való oxidációt jelent.
Mivel kaftársav és GRP fehérborokban változó mennyiségben, de jelen van, hatása lehet a bor ízére is. Erre vonatkozó érzékszervi vizsgálatot modelloldatokkal végeztek. Ezek szerint sem a kaftársav, sem a GRP nem produkált keserű vagy összehúzó érzetet az alkalmazott (0, 30, 60 mg/L) koncentrációkban, noha a fenolsavak általában ilyen hatásúak. A GRP keltett égető utóízt, de ezt – a két anyagot egyszerre tartalmazó mintákban – a kaftársav enyhítette. 
A glutation elreagálása után, vagy éppen hiányában a kaftársav-orto-kinon más nukleofilekkel lép reakcióba. Ezek között gyakori reakciópartnerei azok az anyagok, amelyeknek szerkezete katechol csoportot (orto-difenol, azaz: aromás gyűrű kettő, egymás melletti fenolos hidroxillal) vagy galloilcsoportot (három, egymás mellett elhelyezkedő fenolos hidroxilt hordozó aromás gyűrű) tartalmaz.
Ki kell emelni közülük a flavan-3-olokat (mint a katechin és epikatechin) illetve ezek procianidin oligomereit. Gyakorlati szempontból ezek a vegyületek a must cserzőanyagainak egy fajtáját jelentik. Fehér mustba préseléskor kerülhetnek, a fürt szilárd részeiből, magvakból; illetve még, ha az erjedéskor a must a héjjal hosszabban érintkezik. (Legtöbb esetben ez nincs így, de a szőlő egyes aromaanyagainak kivonásához szükség lehet rá ). A flavan-3-olok koncentrációját szoros összefüggésben találták fehérborok barnulásra való hajlamával  – annak ellenére, hogy közülük több, pl. a katechin, csak lassan reagál a barnulásért fő felelősnek tartott polifenol-oxidázzal, vagy nem is mutatja e reakciót (ilyenek a procianidinok), és a mustbeli koncentrációjuk általában eleve kicsiny. 
Ezután derítették ki, hogy a polifenol-oxidáz miatti barnulás a mustban közvetett folyamat s a flavan-3-ol hatóanyagok, illetve a polifenol-oxidáz között a szabad kaftársav „közvetít”, több lépésből álló reakciólánc résztvevőjeként. 
Kaftársav és katechin, illetve kaftársav és egyes procianidin B típusú oligomerek között a reakciósor lépései – modelloldatokon végzett vizsgálatok alapján – a következők:
1. A polifenol-oxidáz által felszabadított kaftársav-orto-kinon a vele reagáló katechinből, illetve procianidinokból orto-kinonokat képez, míg ő maga regenerálódik kaftársavvá. Ezzel a polifenol-oxidáz újra kaftársav-orto-kinont képezhet belőle - tehát az oxidációba ismét beleviheti.
2. A reakciópartnereiből képződött kinonok viszont polimer termékekké alakulnak, s a polimerizáció fokától függően e termékek sárga vagy barna színt adnak a mustnak.  a. Katechin esetében kaftársav-katechin kopolimerek keletkeznek. Ez annyiban előny, hogy a kaftársavat előbb-utóbb részben vagy egészen elvonja az oxidációs folyamatba való újabb és újabb belépéstől. A procianidinok reakciójánál azonban ez a fajta láncletörés nem történik meg, mert a kaftársav nem épült be a képződő polimerekbe.[16][19][21]

A flavan-3-olok és a kaftársav-orto-kinon reakciói mellett számításba kell venni azt is, hogy a glutation elfogyása után GRP is reakciópartnerévé válhat a kaftársav-orto-kinonnak, GRP-orto-kinon keletkezésével. GRP2 szintén reagálhat így.
A fehérborok érése során, fél-egy év alatt GRP ezen kívül hidrolízisen, izomerizáción és észterképződésen is átesik, így többek közt glutationilkávésavakat (cisz-, transz-,), GRP-etilésztereket, ciszteinilkaftársavakat hozva létre. Mindez arra mutat, hogy egy fehérbor oxidáltságának mértékére nem lehet csak a kaftársav vagy csak a GRP mennyiségének méréséből következtetni, hanem ezen, további oxidációs termékek mennyiségét is ajánlott lehet vizsgálni. 

## Jelenléte az őszirózsafélék (Asteraceae) egyes fajaiban és egyes bioaktív hatásai
A gyógyászati jelentőségű kasvirág (Echinacea) fajokban a az egyik fő hatóanyag, a cikóriasav valószínűsíthető prekurzora a kaftársav.
A bíbor kasvirág külsőleges sebgyógyító hatásához a kaftársav is hozzájárul, mert a cikóriasavhoz hasonlóan hialuronidázgátló hatással bír. Az Európai Gyógyszerkönyv 5., 6. kiadása minőségi előírásainak megfelelő bíbor kasvirág drogokban (gyökérdrog és földfeletti rész) a kaftársav összmennyisége legalább 0,1% 
A kaftársav a kínai gyógyászatban gyulladáscsökkentőként használatos Taraxacum mongolicum pitypangfaj különböző szerveiben is megtalálható. Egy vizsgálat a kaftársavat és a kávésavat találta a növény legerősebb in vitro antioxidáns hatású összetevőjének. Kimutatták a kaftársavat más fészkesvirágzatúak, mint a pongyolapitypang (Taraxacum officinalis) és a szelíd csorbóka (Sonchus oleraceus) zöldségként fogyasztott leveleiben  (rendre 109, illetve 114 mg/100 g nyers levél), mint antioxidáns aktivitással bíró összetevőket. Gőzölés ezeket a mennyiségeket jelentősen (77 és 94%-kal) növelte, feltehetően konjugátumokból felszabadítva a kaftársavat. A mikrohullámú kezelés kisebb mértékben, de hasonló eredményt hozott. A hagyományos forróvizes főzés pitypanglevélnél nem okozott jelentős veszteséget, csorbókánál a nyers levélben mértmennyiség kb. fele maradt vissza. Ez az eredmény arra is mutat, hogy a kaftársav nem hőérzékeny, de a növények szöveteiből a forró víz változó mértékben oldhatja ki.
A kaftársavnak továbbá leírták jelentős májvédő aktivitását metamfetamin okozta májkárosodással szemben, patkányokon végzett kísérletekben.